# Zethes insularis
Zethes insularis is een vlinder uit de familie van de spinneruilen (Erebidae). De wetenschappelijke naam van de soort is voor het eerst geldig gepubliceerd in 1833 door Rambur.
Deze nachtvlinder komt voor in Europa.